# Virupakshipuram
Virupakshipuram è una suddivisione dell'India, classificata come census town, di 12.431 abitanti, situata nel distretto di Vellore, nello stato federato del Tamil Nadu. In base al numero di abitanti la città rientra nella classe IV (da 10.000 a 19.999 persone).

## Geografia fisica
La città è situata a 12° 53' 36 N e 79° 07' 59 E.

## Società

### Evoluzione demografica
Al censimento del 2001 la popolazione di Virupakshipuram assommava a 12.431 persone, delle quali 6.318 maschi e 6.113 femmine. I bambini di età inferiore o uguale ai sei anni assommavano a 1.161, dei quali 599 maschi e 562 femmine. Infine, coloro che erano in grado di saper almeno leggere e scrivere erano 8.842, dei quali 4.814 maschi e 4.028 femmine.